# Villa Darville
La maison Darville est une maison unifamiliale de type villa à quatre façade située Mont-sur-Marchienne (Charleroi-Belgique). Elle a été construite en 1937 par l'architecte Marcel Leborgne pour le sculpteur Alphonse Darville. L'immeuble est classé en 1998.

## Histoire et architecture
La maison du sculpteur Alphonse Darville à Mont-sur-Marchienne. Construite en 1937, classée en 1998.
La villa à quatre façades est un volume épuré en brique peintes, en retrait par rapport à la rue. La façade principale à l'est, vers la rue, est marquée par la double horizontale des baies vitrées, séparées par des panneaux en brique émaillée noire à l'étage, et du toit plat ourlé de tuileaux.
L'articulation de la façade principale en deux plans reliés par une courbe assouplit visuellement l'aspect cubique du volume.